# Максимовка (Борисовский район)
Максимовка (бел. Максімаўка) — деревня в Борисовском районе Минской области Беларуси. Входит в состав Моисеевщинского сельсовета.

## География
Деревня находится в северо-восточной части Минской области, на правом берегу реки Раковки (бассейн реки Схи), при автодороге Н-8085, на расстоянии приблизительно 29 километров (по прямой) к северо-востоку от города Борисов, административного центра района. Абсолютная высота — 188 метров над уровнем моря. Площадь населённого пункта — 0,1532 км².

## История
Известна с XVIII века. В 1897 году входила в состав Борисовского уезда Минской губернии, насчитывалось 35 дворов и 190 жителей.
По состоянию на 1909 год, в Максимовке имелся 31 двор и проживало 222 человека. В административном отношении деревня входила в состав Холопеничской волости.
С 20 августа 1924 года в составе Трояновского сельсовета Борисовского района. В 1931 году, в ходе проведения коллективизации, был образован колхоз «Красная Максимовка». С 26 августа 1959 года до 17 августа 1963 года село входило в состав Моисеевщинского сельсовета, до 28 мая 2013 года — в состав Трояновского сельсовета.

## Население
По данным переписи 2019 года, в деревне проживал 21 человек.
| Год  | Население, человек |
| ---- | ------------------ |
| 1800 | 63                 |
| 1897 | ↗ 190              |
| 1909 | ↗ 222              |
| 1917 | ↗ 232              |
| 1926 | ↘ 209              |
| 1960 | ↘ 110              |
| 1988 | ↘ 51               |
| 2008 | ↘ 29               |
| 2009 | ↘ 26               |
| 2019 | ↘ 21               |